# Caroline Marks
Caroline Marks (* 14. Februar 2002 in Boca Raton, Florida) ist eine US-amerikanische Surferin.

## Biografie
Caroline Marks wuchs in Florida als Tochter einer Griechin und eines US-Amerikaners auf. Sie brachte sich im Alter von sieben Jahren das Surfen selbst bei.
2017 debütierte sie als jüngste Surferin aller Zeiten auf der Women’s Championship Tour der World Surf League. 2018 wurde sie mit dem Titel "Rookie Of The Year" ausgezeichnet und siegte bei zwei Championship Tour-Events. Ein Jahr später wurde sie auf dem zweiten Rang der Weltrangliste gelistet und gewann bei den ISA World Surfing Games 2019 Silber mit dem US-amerikanischen Team. Als die jüngste von insgesamt 20 Surferinnen nahm sie an den Olympischen Sommerspielen 2020 in Tokio teil, wo sie den vierten Platz belegte.
2023 surfte Marks zum ersten Mal im Final 5 in Lower Trestles, nachdem sie zuvor zwei weitere Championship Tour-Siege verzeichnen konnte.
Bei den Olympischen Sommerspielen 2024 wurde sie beim Wettbewerb vor der Küste von Tahiti Olympiasiegerin.